# 에이토쿠 (배우)
에이토쿠(일본어:  永徳, 1978년 1월 16일 ~ )는 일본의 배우, 슈트 액터이자 스턴트맨으로, 지바현 야치요시 출신했다.